# ادبیات چکی
ادبیات چکی (به چکی: Česká literatura) به ادبیاتی گفته می‌شود که به زبان چکی نوشته شده باشد. اولین آثار ادبی به زبان چکی مربوط به سده چهاردهم است. ادبیات نوین چکی را می‌توان دوره‌های بیداری ملی در سده نوزدهم؛ دوره پیشرو بین دو جنگ؛ دوره کمونیسم و بهار پراگ؛ و ادبیات پساکمونیستی جمهوری چک تقسیم کرد.
به خاطر چیرگی زبان آلمانی بر فرهنگ قرون گذشته این منطقه، ادبیات چک به اندازه‌ای که انتظار می‌رود گسترده نبوده‌است، به ویژه با توجه به اینکه در جمهوری چک ادبیات از محبوبیت زیادی برخوردار است و واتسلاو هاول از نویسندگان معروف، در این کشور به ریاست جمهوری برگزیده شد.
فرانتس کافکا، نویسنده معروف، کتاب‌های خود را به آلمانی نوشت و خود نیز اقلیت یهودی جمهوری چک بود. میلان کوندرا که از دیگر نویسندگان معروف این کشور است در فرانسه زندگی می‌کند و از سال ۱۹۸۹ کتاب‌های خود را به فرانسوی می‌نویسد. امروزه نویسندگان ساکن جمهوری چک عمدتاً آثار خود را به زبان چکی می‌نویسند.

## پیشینه

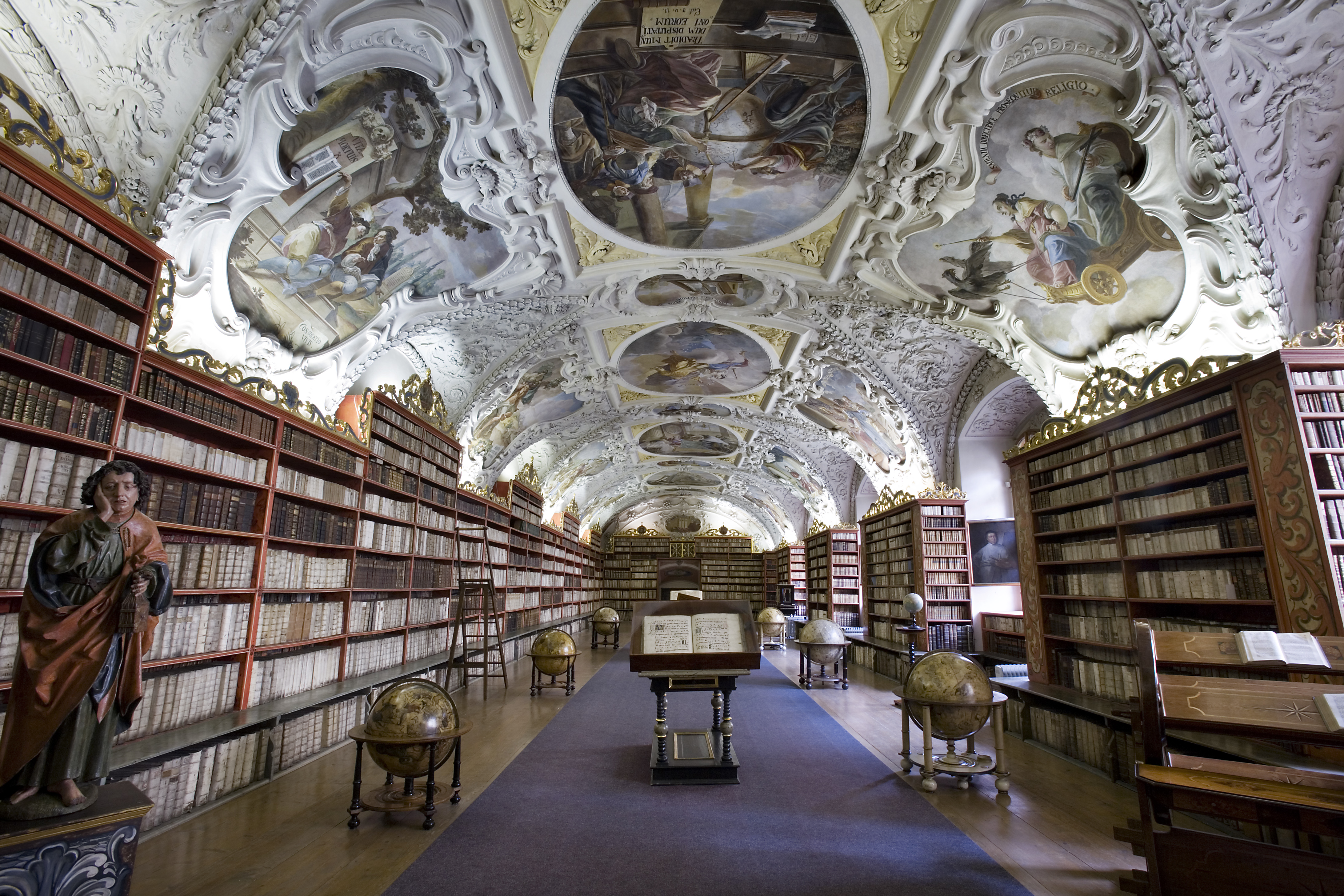
کتابخانه استراهوف، پراگ.

اولین متن باقی مانده امروزی چک، از سرودهای مذهبی است که در سده ۱۳ نوشته شده‌اند. در قرن ۱۴ متن‌هایی مربوط به زندگی‌نامه‌های قدیسان به چکی نوشته شده و فضای ادبی کاملاً وابسته به کلیسا است.
در آن دوره متن‌های اسطوره‌ای و حماسی هم تولید می‌شوند و همه به صورت شعر هستند. قدیمی‌ترین اثر غیردینی در زبان چکی دربارهٔ اسکندر مقدونی نوشته شده که از یک شعر فرانسوی وام گرفته شده‌است. کم‌کم گونه نثر نشوونما می‌یابد. در این عرصه هم موضوع اول زندگی‌نامه قدیسان است و بعد به مضامین دیگر پرداخته می‌شود. استفاده از اصطلاحات دینی در اوایل قرن پانزده شروع می‌شود. بعد تعارض مذهبی بین دو شاخه دینی کاتولیک و پروتستان باعث به وجود آمدن یک رشته آثار ادبی جدید می‌شود. بعدتر ایده‌های اجتماعی وارد آثار نوشتاری می‌شود و دو قرن این مرحله طول می‌کشد. این آثار اجتماعی اغلب پایه دینی داشتند.
در سده شانزدهم جنبه تعلیمی آثار، سویه غالب است و هیچ‌یک برای لذت نوشته نشده‌اند. این آثار انسانیت و انسان را در عصر رنسانس توصیف می‌کردند. در سده هفده کسانی آمدند که دست‌نشانده‌های امپراتوری اتریش بودند؛ از ملت و گذشته چک اطلاعات خاصی نداشتند و سعی کردند آثار ادبی تولید کنند. آثار اینها از طرف مردم پذیرفته نشد. در قرن هجده زبان چک جایگاه خود را در آثار بزرگ ادبی از دست داد. اما گذشت زمان این وضعیت را تغییر داد. تعارضی بین سخنوران و اندیشمندان جامعه چک وجود داشت و سرانجام ادبیات چک احیا شد. تا ۱۸۷۰ ادبیات چک دیگر به ادبیاتی جاافتاده بدل شده بود و در همان زمان درام نیز برای اولین بار نوشته شد.
یکی از این دو گروه به رگه‌های اروپایی و به ادبیات جهان‌وطن توجه می‌کردند و گروه دیگر به جنبه بومی بیشتر دقت می‌کرد، افزود: همین تعارض باعث خلق ادبیات جدید شد. اول داستان‌های تاریخی مورد توجه قرار گرفت. اینها داستان صرف نبودند و بیشتر تاریخ‌نگاری به شیوه داستانی بودند. آن‌ها را می‌شود صورت رمانتیک تاریخ‌نگاری دانست. شاعرانی هم بودند که بحث‌های دینی مسیحی یا مباحث دین شخصی‌شان را از طریق زبان ادبیات و با شعر بازنشر می‌کردند.
هنگامی که در ۱۹۱۸ کشور چکسلواکی تأسیس شد، ادبیات چک شکوفا شد و درام‌های چکی در صورت نمایشنامه‌های انتقادی نوشته شدند. اما پس از استقرار کمونیسم، تنها آثار واقعیت‌محور سوسیالیستی امکان ارائه داشتند و بنابراین ادبیات چک دوباره افول کرد. فشار دولتی و سیاسی اثر منفی بزرگی روی ادبیات چک داشت. در ۱۹۶۰ با کاهش فشار حکومتی، رمان‌ها و نمایشنامه‌هایی تولید شد که توجه‌های جهانی را جلب کرد. در ۱۹۶۸ بسیاری از نویسنده‌ها دوباره سرکوب شدند اما شهرت‌شان در بیرون مرزهای این کشور بیشتر شد. سرانجام سوسیالیسم در ۱۹۸۹ فروپاشید و ادبیات آزاد شکوفا شد. آن زمان واتسلاو هاول، یکی از نویسندگان معروف چک به ریاست‌جمهوری هم رسید.
سه جریان ادبی بعد از ۱۹۸۹ در چک ایجاد شد: ادبیات رسمی، ادبیات خانگی ممنوع و ادبیات در تبعید. موج یا جریان رسمی، معمولاً به خاطر اینکه مردم و به‌تبع ناشران به آن علاقه ندارند، امروز کنار گذاشته شده‌است. البته استثناهایی مثل بهومیل هرابال و ولادیمیر پارال هم در جریان رسمی وجود داشت. آنها توافقی نیمه با حکومت وقت داشتند و می‌توانستند آثاری آزادتر تولید کنند، اما آثارشان جنبه زیبایی‌شناسی قدرتمندی نداشت. نویسندگان بزرگ‌سالی بودند که چون ناشری پیدا نمی‌کردند، ناچار به ادبیات کودک روی آوردند. کارل سیس هم که به عنوان ویراستار ارشد کار می‌کرد و خودش نمی‌توانست آثارش را منتشر کند؛ بنابراین کتاب‌هایش بیشتر در تبعید و در مونیخ منتشر شده‌اند.
با انقلاب ۱۹۸۹ و فروپاشی کمونیسم، پس از پنجاه سال ادبیات آزاد شد؛ اما پس از آن دیگر مقدر نبود نویسنده‌ها را در قالب نسل‌های معین یا چارچوب‌های زمانی طبقه‌بندی کرد. بعد از فروپاشی شمار نویسنده‌ها به اندازه‌ای زیاد شد که چارچوب‌های زمانی یا سبک‌های نوشتار از بین رفت. گروه دوم متعلق به نسل ۱۹۳۶ تا ۱۹۴۰ هستند. معروف‌ترین چهره این نسل واتسلاو هاول بود. گروه سوم که از کارشان جلوگیری می‌شد، نسل ۱۹۶۰ هستند که به دلیل اشغال شدن کشور به دست شوروی، آسیب زیادی دیدند. کوندرا و ایوان کلیما در این میان بودند. گروهی هم بود که به هیچ جریانی تعلق نداشتند.
در نیمه دوم دهه ۱۹۹۰ با گشودگی فضای باز کتاب، رونق به بازار کتاب آمد و کیفیت کتاب‌هایی که نوشته می‌شد بهتر از گذشته شد. در همان دهه ناشران می‌توانستند آثار متعددی را از هرابال تا شاعران مورد علاقه مردم به چاپ برسانند. حتی ناشران فراخوان دادند که هر کس کار چاپ نشده دارد به دفتر آنها مراجعه کند. از همین زمان عنوان فمینیست هم به عناوین برخی نویسندگان اضافه شد. اگرچه موج فمینیسم در چک به قدرت غرب اروپا نبود، کم‌کم این جریان در این کشور هم پا گرفت.